# Saskaņa
Sociálně demokratická strana Saskaņa (lotyšsky Sociāldemokrātiskā partija Saskaņa, rusky Социал-демократическая партия Согласие) je sociálně demokratická politická strana v Lotyšsku. Vznikla v roce 2010 sloučením několika sociálně demokratických politických stran. Největší podporu má strana u rusky mluvící populace, největší podporu má v hlavním městě Lotyšska Rize, kde žije početná ruská menšina a na jihovýchodě země v okolí druhého největšího lotyšského města Daugavpils. Ačkoliv strana vyhrála parlamentní volby v letech 2011, 2014 i 2018, vždy skončila v opozici. Současným předsedou je Jānis Urbanovičs.